# رودیگر نایتسل
رودیگر نایتسل (آلمانی: Rüdiger Neitzel؛ زادهٔ ۱۶ مارس ۱۹۶۳) بازیکن هندبال اهل آلمان است.
وی در مسابقات کشوری و بین‌المللی در مجموع برندهٔ ۱ مدال نقره شده‌است.